# Cuadrángulo (cartografía)

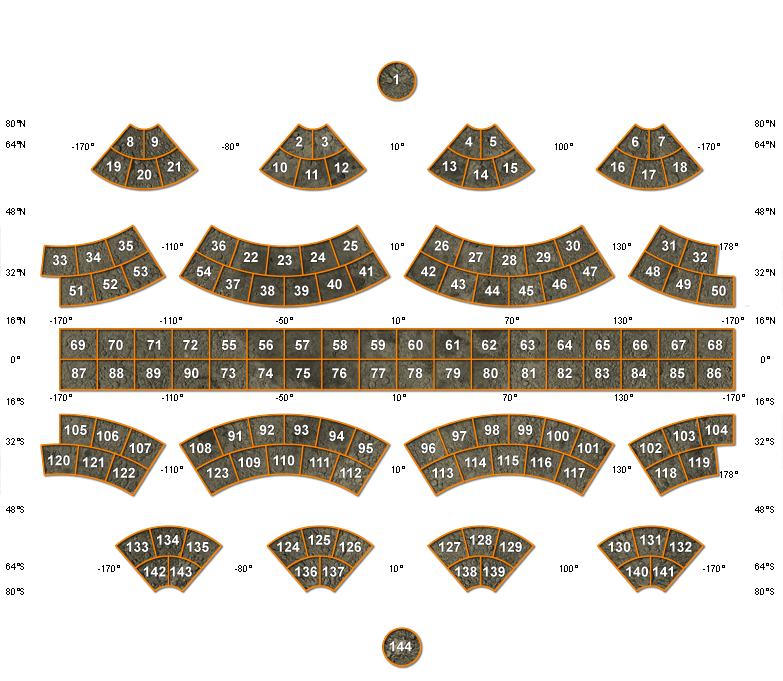
Los 144 cuadrángulos de la luna en un mapa a escala 1:1.000.000

En cartografía, un cuadrángulo es cada una de las partes de una superficie geográfica determinadas por la red fundamental de meridianos y paralelos. La forma de estos va desde un cuadrilátero curvilíneo, no muy diferente de un rectángulo cerca del ecuador, hasta un triángulo curvilíneo en los puntos de contacto con los polos.
Cada cuadrángulo permite generar un mapa cuadrangular, que generalmente lleva el nombre de una característica fisiográfica local. La abreviatura en inglés quad también se usa, especialmente con el nombre del mapa; por ejemplo, «el mapa quad de Ranger Creek, Texas». En un mapa cuadrangular, los límites norte y sur del cuadrilátero no son líneas rectas, sino que en realidad están curvados para coincidir con las líneas de latitud terrestre en la proyección estándar. Los límites este y oeste generalmente no son paralelos ya que coinciden con las líneas de longitud de la Tierra. En los Estados Unidos, por ejemplo, un mapa cuadrangular de 7,5 minutos cubre un área de 49 a 70 millas cuadradas (130 a 180 km²).
Las superficies de otros planetas también se han dividido en cuadrángulos por el Servicio Geológico de los Estados Unidos. Los cuadrángulos planetarios, como los de Marte, también reciben nombres de características locales.
Los cuadrángulos que se encuentran en el polo de un cuerpo celeste también se denominan a veces "áreas", ya que son circulares en lugar de cuadrangulares.